# Liste der Autorenbeteiligungen und Produktionen von Cecil Remmler
Dies ist eine Übersicht über die Kompositionen, Liedtexte und Musikproduktionen des deutschen Musikers Cecil Remmler. Zu berücksichtigen ist, dass Hitmedleys, Remixe, Liveaufnahmen oder Neuaufnahmen des gleichen Interpreten nicht aufgeführt werden. Tätigkeiten als Komponist und/oder Liedtexter sind in der folgenden Tabelle als Autor zusammengefasst worden.

## #
| Jahr | Titel                            | Interpret       | Autor | Produzent                   |
| ---- | -------------------------------- | --------------- | ----- | --------------------------- |
| 2006 | 1, 2, 3, 4 (eins zwei drei vier) | Stephan Remmler |       | Grünes Häkchensymbol für ja |

## A
| Jahr | Titel                | Interpret                  | Autor                       | Produzent                   |
| ---- | -------------------- | -------------------------- | --------------------------- | --------------------------- |
| 2012 | Ain’t No Way         | Stefanie Heinzmann         | Grünes Häkchensymbol für ja | Grünes Häkchensymbol für ja |
| 2015 | Alles auf Anfang     | Phela                      | Grünes Häkchensymbol für ja | Grünes Häkchensymbol für ja |
| 2012 | Alles was ich wollte | MoTrip                     | Grünes Häkchensymbol für ja | Grünes Häkchensymbol für ja |
| 2013 | Amazing              | Keule                      | Grünes Häkchensymbol für ja | Grünes Häkchensymbol für ja |
| 2012 | Another Love Song    | Stefanie Heinzmann         |                             | Grünes Häkchensymbol für ja |
| 2011 | Another Universe     | Edita                      |                             | Grünes Häkchensymbol für ja |
| 2013 | Arbeit               | Sido feat. Helge Schneider | Grünes Häkchensymbol für ja | Grünes Häkchensymbol für ja |
| 2015 | Astronaut            | Sido feat. Andreas Bourani | Grünes Häkchensymbol für ja | Grünes Häkchensymbol für ja |

## B
| Jahr | Titel                        | Interpret         | Autor                       | Produzent                   |
| ---- | ---------------------------- | ----------------- | --------------------------- | --------------------------- |
| 2013 | Bisschen                     | Keule             | Grünes Häkchensymbol für ja | Grünes Häkchensymbol für ja |
| 2013 | Blumen im haar               | Keule             | Grünes Häkchensymbol für ja | Grünes Häkchensymbol für ja |
| 2011 | Blutzbrüdaz                  | Alpa Gun          | Grünes Häkchensymbol für ja | Grünes Häkchensymbol für ja |
| 2018 | Bonita                       | Álvaro Soler      |                             | Grünes Häkchensymbol für ja |
| 2015 | Boombidibyebye               | Sido feat. Adesse | Grünes Häkchensymbol für ja | Grünes Häkchensymbol für ja |
| 2011 | Brille bitte kommen Sie      | 23                | Grünes Häkchensymbol für ja | Grünes Häkchensymbol für ja |
| 2019 | Brillis                      | Shirin David      | Grünes Häkchensymbol für ja | Grünes Häkchensymbol für ja |
| 2006 | Broken Hearts For You And Me | Stephan Remmler   |                             | Grünes Häkchensymbol für ja |
| 2003 | Buckle Up ‘n’ Chuggeluck     | Cecil Jonni Lauro | Grünes Häkchensymbol für ja |                             |

## C
| Jahr | Titel                         | Interpret          | Autor                       | Produzent                   |
| ---- | ----------------------------- | ------------------ | --------------------------- | --------------------------- |
| 2014 | Can You Feel the Love Tonight | Stefanie Heinzmann |                             | Grünes Häkchensymbol für ja |
| 2015 | Closer to the Sun             | Stefanie Heinzmann | Grünes Häkchensymbol für ja |                             |
| 2012 | Coming Up for Air             | Stefanie Heinzmann |                             | Grünes Häkchensymbol für ja |

## D
| Jahr | Titel                       | Interpret                       | Autor                       | Produzent                   |
| ---- | --------------------------- | ------------------------------- | --------------------------- | --------------------------- |
| 2011 | Das Leben ist ein Arschloch | Sido feat. MoTrip & Laas Unltd. | Grünes Häkchensymbol für ja | Grünes Häkchensymbol für ja |
| 2012 | Der Strahl                  | Deichkind                       |                             | Grünes Häkchensymbol für ja |
| 2013 | Dick sein ist fett          | Keule                           | Grünes Häkchensymbol für ja | Grünes Häkchensymbol für ja |
| 2006 | Die Luft ist raus           | Stephan Remmler                 |                             | Grünes Häkchensymbol für ja |
| 2012 | Do You Like What You See    | Ivy Quainoo                     |                             | Grünes Häkchensymbol für ja |
| 2014 | Du passt auf mich auf       | Max Raabe & Palast Orchester    |                             | Grünes Häkchensymbol für ja |

## E
| Jahr | Titel                                          | Interpret               | Autor                       | Produzent                   |
| ---- | ---------------------------------------------- | ----------------------- | --------------------------- | --------------------------- |
| 2013 | Einer dieser Steine                            | Sido feat. Mark Forster | Grünes Häkchensymbol für ja | Grünes Häkchensymbol für ja |
| 2006 | Einer muss der beste sein (Der Nabel der Welt) | Stephan Remmler         |                             | Grünes Häkchensymbol für ja |
| 2013 | Einer muss es machen                           | Sido                    | Grünes Häkchensymbol für ja | Grünes Häkchensymbol für ja |
| 2012 | Embryo                                         | MoTrip                  | Grünes Häkchensymbol für ja | Grünes Häkchensymbol für ja |
| 2013 | Enrico                                         | Sido                    | Grünes Häkchensymbol für ja | Grünes Häkchensymbol für ja |
| 2015 | Entspannt                                      | Sido feat. Tony D       | Grünes Häkchensymbol für ja | Grünes Häkchensymbol für ja |
| 2017 | Erinnern                                       | Adel Tawil              | Grünes Häkchensymbol für ja | Grünes Häkchensymbol für ja |
| 2013 | Es war einmal                                  | Sido                    | Grünes Häkchensymbol für ja | Grünes Häkchensymbol für ja |
| 2003 | Everybody Cha Cha                              | Cecil Jonni Lauro       | Grünes Häkchensymbol für ja | Grünes Häkchensymbol für ja |
| 2012 | Everyone’s Lonely                              | Stefanie Heinzmann      |                             | Grünes Häkchensymbol für ja |

## F
| Jahr | Titel            | Interpret          | Autor                       | Produzent                   |
| ---- | ---------------- | ------------------ | --------------------------- | --------------------------- |
| 2011 | Fade Away        | Edita              |                             | Grünes Häkchensymbol für ja |
| 2012 | Feder im Wind    | MoTrip             | Grünes Häkchensymbol für ja | Grünes Häkchensymbol für ja |
| 2012 | Fire             | Stefanie Heinzmann |                             | Grünes Häkchensymbol für ja |
| 2019 | Fliegst Du mit   | Shirin David       | Grünes Häkchensymbol für ja | Grünes Häkchensymbol für ja |
| 2006 | Frauen sind böse | Stephan Remmler    | J [ 1 ]                     | Grünes Häkchensymbol für ja |
| 2013 | Fühl dich frei   | Sido               | Grünes Häkchensymbol für ja | Grünes Häkchensymbol für ja |
| 2015 | Für ewig         | Sido               | Grünes Häkchensymbol für ja | Grünes Häkchensymbol für ja |

## G
| Jahr | Titel                                | Interpret                             | Autor                       | Produzent                   |
| ---- | ------------------------------------ | ------------------------------------- | --------------------------- | --------------------------- |
| 2014 | Geschichte Isaaks                    | Tim Bendzko                           |                             | Grünes Häkchensymbol für ja |
| 2006 | Gestern Abend (Du und Ich)           | Stephan Remmler feat. Thomas D        |                             | Grünes Häkchensymbol für ja |
| 2019 | Gib ihm                              | Shirin David                          | Grünes Häkchensymbol für ja | Grünes Häkchensymbol für ja |
| 2019 | Gift                                 | Shirin David                          | Grünes Häkchensymbol für ja | Grünes Häkchensymbol für ja |
| 2011 | Give a Little Love Get a Little Love | Edita                                 |                             | Grünes Häkchensymbol für ja |
| 2012 | Gorilla                              | MoTrip feat. El Moussaoui             |                             | Grünes Häkchensymbol für ja |
| 2017 | Gott steh mir bei                    | Adel Tawil                            | Grünes Häkchensymbol für ja |                             |
| 2013 | Grenzenlos                           | Sido feat. Marius Müller-Westernhagen | Grünes Häkchensymbol für ja | Grünes Häkchensymbol für ja |
| 2019 | Größter Fan                          | Shirin David                          | Grünes Häkchensymbol für ja | Grünes Häkchensymbol für ja |
| 2015 | Gürtel am Arm                        | Sido                                  | Grünes Häkchensymbol für ja | Grünes Häkchensymbol für ja |

## H
| Jahr | Titel               | Interpret          | Autor                       | Produzent                   |
| ---- | ------------------- | ------------------ | --------------------------- | --------------------------- |
| 2013 | Hasenbraten         | Keule              | Grünes Häkchensymbol für ja | Grünes Häkchensymbol für ja |
| 2013 | Heike 3             | Keule              | Grünes Häkchensymbol für ja | Grünes Häkchensymbol für ja |
| 2013 | Hier bin ich wieder | Sido               | Grünes Häkchensymbol für ja | Grünes Häkchensymbol für ja |
| 2012 | Home to Me          | Stefanie Heinzmann |                             | Grünes Häkchensymbol für ja |

## I
| Jahr | Titel                       | Interpret               | Autor                       | Produzent                   |
| ---- | --------------------------- | ----------------------- | --------------------------- | --------------------------- |
| 2011 | I Don’t Know                | Edita                   |                             | Grünes Häkchensymbol für ja |
| 2011 | I Don’t Know Why            | Edita                   |                             | Grünes Häkchensymbol für ja |
| 2009 | I Wanna Rock                | Cecil C. Remmler        | Grünes Häkchensymbol für ja |                             |
| 2019 | Ice                         | Shirin David            | Grünes Häkchensymbol für ja | Grünes Häkchensymbol für ja |
| 2006 | Ich muss ins Krankenhaus    | Stephan Remmler         |                             | Grünes Häkchensymbol für ja |
| 2016 | Ich trink weiter ohne dich  | Stephan Remmler         |                             | Grünes Häkchensymbol für ja |
| 2019 | Immer du                    | Julia Beautx            | Grünes Häkchensymbol für ja | Grünes Häkchensymbol für ja |
| 2011 | Immer tiefer in den Dreck   | MoTrip feat. Sido       | Grünes Häkchensymbol für ja | Grünes Häkchensymbol für ja |
| 2015 | Intro                       | Sido                    | Grünes Häkchensymbol für ja | Grünes Häkchensymbol für ja |
| 2012 | Intro / Ich fang am Ende an | MoTrip                  | Grünes Häkchensymbol für ja | Grünes Häkchensymbol für ja |
| 2013 | Irgendwo wartet jemand      | Sido feat. Mark Forster | Grünes Häkchensymbol für ja | Grünes Häkchensymbol für ja |
| 2019 | Irina Sheyk                 | Ufo361                  | Grünes Häkchensymbol für ja | Grünes Häkchensymbol für ja |
| 2013 | Is doch geil so             | Keule mit Sido          | Grünes Häkchensymbol für ja | Grünes Häkchensymbol für ja |
| 2010 | I’ve Come to Life           | Edita                   |                             | Grünes Häkchensymbol für ja |

## J
| Jahr | Titel    | Interpret | Autor                       | Produzent                   |
| ---- | -------- | --------- | --------------------------- | --------------------------- |
| 2013 | Ja genau | Keule     | Grünes Häkchensymbol für ja | Grünes Häkchensymbol für ja |

## K
| Jahr | Titel                  | Interpret                     | Autor                       | Produzent                   |
| ---- | ---------------------- | ----------------------------- | --------------------------- | --------------------------- |
| 2012 | Kanacke mit Grips      | MoTrip                        | Grünes Häkchensymbol für ja | Grünes Häkchensymbol für ja |
| 2013 | Keiner kann was machen | Keule mit Marteria            | Grünes Häkchensymbol für ja | Grünes Häkchensymbol für ja |
| 2012 | Kennen                 | MoTrip                        | Grünes Häkchensymbol für ja | Grünes Häkchensymbol für ja |
| 2012 | King                   | MoTrip                        | Grünes Häkchensymbol für ja | Grünes Häkchensymbol für ja |
| 2015 | Kreuzreim Skit         | Sido                          | Grünes Häkchensymbol für ja | Grünes Häkchensymbol für ja |
| 2006 | Kummer                 | Stephan Remmler feat. Phillep |                             | Grünes Häkchensymbol für ja |
| 2012 | Kunst                  | MoTrip                        | Grünes Häkchensymbol für ja |                             |

## L
| Jahr | Titel             | Interpret       | Autor                       | Produzent                   |
| ---- | ----------------- | --------------- | --------------------------- | --------------------------- |
| 2015 | Lass’ mich gehen  | Phela           | Grünes Häkchensymbol für ja | Grünes Häkchensymbol für ja |
| 2015 | Lavendel          | Phela           | Grünes Häkchensymbol für ja | Grünes Häkchensymbol für ja |
| 2006 | Let’s Go to Elvis | Stephan Remmler |                             | Grünes Häkchensymbol für ja |
| 2013 | Liebe             | Sido            | Grünes Häkchensymbol für ja | Grünes Häkchensymbol für ja |
| 2021 | Look at Me Now    | Levent Geiger   |                             | Grünes Häkchensymbol für ja |

## M
| Jahr | Titel                | Interpret       | Autor                       | Produzent                   |
| ---- | -------------------- | --------------- | --------------------------- | --------------------------- |
| 2006 | Mach den Sarg auf    | Stephan Remmler |                             | Grünes Häkchensymbol für ja |
| 2015 | Mama war ne Schlampe | Addi Blanco     | Grünes Häkchensymbol für ja |                             |
| 2019 | Melodien             | Shirin David    | Grünes Häkchensymbol für ja | Grünes Häkchensymbol für ja |
| 2013 | Menschen             | Keule           | Grünes Häkchensymbol für ja | Grünes Häkchensymbol für ja |

## N
| Jahr | Titel             | Interpret                        | Autor                       | Produzent                   |
| ---- | ----------------- | -------------------------------- | --------------------------- | --------------------------- |
| 2014 | Nessaja           | Tim Bendzko                      |                             | Grünes Häkchensymbol für ja |
| 2011 | Nicht wie ihr     | Doreen                           |                             | Grünes Häkchensymbol für ja |
| 2011 | Nix zu verlieren  | Culcha Candela                   | Grünes Häkchensymbol für ja | Grünes Häkchensymbol für ja |
| 2012 | Nobody            | Sido feat. Chiddy Bang & MoTrip  | Grünes Häkchensymbol für ja | Grünes Häkchensymbol für ja |
| 2012 | Not at All        | Stefanie Heinzmann               | Grünes Häkchensymbol für ja | Grünes Häkchensymbol für ja |
| 2011 | Nothing’s Changed | Edita                            |                             | Grünes Häkchensymbol für ja |
| 2012 | Numb the Pleasure | Stefanie Heinzmann               | Grünes Häkchensymbol für ja | Grünes Häkchensymbol für ja |
| 2019 | Nur mit dir       | Shirin David feat. Xavier Naidoo | Grünes Häkchensymbol für ja | Grünes Häkchensymbol für ja |

## O
| Jahr | Titel     | Interpret                      | Autor                       | Produzent                   |
| ---- | --------- | ------------------------------ | --------------------------- | --------------------------- |
| 2012 | Old Flame | Stefanie Heinzmann             | Grünes Häkchensymbol für ja | Grünes Häkchensymbol für ja |
| 2019 | On Off    | Shirin David feat. Maître Gims | Grünes Häkchensymbol für ja | Grünes Häkchensymbol für ja |
| 2019 | Orbit     | Shirin David                   | Grünes Häkchensymbol für ja | Grünes Häkchensymbol für ja |

## P
| Jahr | Titel                  | Interpret               | Autor                       | Produzent                   |
| ---- | ---------------------- | ----------------------- | --------------------------- | --------------------------- |
| 2013 | Paint Your Love        | Ivy Quainoo             | Grünes Häkchensymbol für ja | Grünes Häkchensymbol für ja |
| 2013 | Papa, was machst Du da | Sido                    | Grünes Häkchensymbol für ja | Grünes Häkchensymbol für ja |
| 2018 | Paradies               | Ufo361 feat. RAF Camora | Grünes Häkchensymbol für ja | Grünes Häkchensymbol für ja |
| 2017 | Polarlichter           | Adel Tawil feat. MoTrip | Grünes Häkchensymbol für ja |                             |

## R
| Jahr | Titel   | Interpret   | Autor | Produzent                   |
| ---- | ------- | ----------- | ----- | --------------------------- |
| 2017 | Rooftop | Nico Santos |       | Grünes Häkchensymbol für ja |

## S
| Jahr | Titel                 | Interpret                      | Autor                       | Produzent                   |
| ---- | --------------------- | ------------------------------ | --------------------------- | --------------------------- |
| 2006 | Sag mir wen du liebst | Stephan Remmler                |                             | Grünes Häkchensymbol für ja |
| 2014 | Save You              | Y’akoto                        | Grünes Häkchensymbol für ja | Grünes Häkchensymbol für ja |
| 2012 | Schreiben, Schreiben  | MoTrip                         | Grünes Häkchensymbol für ja | Grünes Häkchensymbol für ja |
| 2015 | Schwerelos            | Phela                          | Grünes Häkchensymbol für ja | Grünes Häkchensymbol für ja |
| 2012 | Second Time Around    | Stefanie Heinzmann             | Grünes Häkchensymbol für ja | Grünes Häkchensymbol für ja |
| 2015 | Selfie                | Sido                           | Grünes Häkchensymbol für ja | Grünes Häkchensymbol für ja |
| 2012 | Shark in the Water    | Ivy Quainoo                    |                             | Grünes Häkchensymbol für ja |
| 2012 | Show Me The Way       | Stefanie Heinzmann             |                             | Grünes Häkchensymbol für ja |
| 2007 | Simon on the Run      | Stephan & Cecil Remmler        | Grünes Häkchensymbol für ja |                             |
| 2007 | Simon’s Finale        | Stephan & Cecil Remmler        | Grünes Häkchensymbol für ja |                             |
| 2013 | So wie Du             | Sido                           | Grünes Häkchensymbol für ja | Grünes Häkchensymbol für ja |
| 2011 | Someone to Lean On    | Edita                          |                             | Grünes Häkchensymbol für ja |
| 2012 | Stain on My Heart     | Stefanie Heinzmann             | Grünes Häkchensymbol für ja | Grünes Häkchensymbol für ja |
| 2015 | Still                 | Phela                          | Grünes Häkchensymbol für ja | Grünes Häkchensymbol für ja |
| 2019 | Strand                | Adesse & Sido                  |                             | Grünes Häkchensymbol für ja |
| 2012 | Summer Dreaming 2012  | Project B. feat. Kelly Rowland |                             | Grünes Häkchensymbol für ja |

## T
| Jahr | Titel                            | Interpret              | Autor                       | Produzent                   |
| ---- | -------------------------------- | ---------------------- | --------------------------- | --------------------------- |
| 2012 | Tagebuch                         | MoTrip                 | Grünes Häkchensymbol für ja | Grünes Häkchensymbol für ja |
| 2012 | This Old Heart of Mine           | Stefanie Heinzmann     |                             | Grünes Häkchensymbol für ja |
| 2012 | Triptheorie / Meine Rhymes & ich | MoTrip feat. Marsimoto | Grünes Häkchensymbol für ja | Grünes Häkchensymbol für ja |
| 2013 | Tschüssikowski                   | Keule                  | Grünes Häkchensymbol für ja | Grünes Häkchensymbol für ja |
| 2011 | Turn Back Time                   | Edita                  |                             | Grünes Häkchensymbol für ja |

## U
| Jahr | Titel          | Interpret          | Autor                       | Produzent                   |
| ---- | -------------- | ------------------ | --------------------------- | --------------------------- |
| 2014 | Unter dem Meer | Stefanie Heinzmann |                             | Grünes Häkchensymbol für ja |
| 2019 | Unsichtbar     | Shirin David       | Grünes Häkchensymbol für ja | Grünes Häkchensymbol für ja |
| 2011 | Untouchable    | Edita              |                             | Grünes Häkchensymbol für ja |

## V
| Jahr | Titel        | Interpret | Autor                       | Produzent                   |
| ---- | ------------ | --------- | --------------------------- | --------------------------- |
| 2013 | V-Ausschnitt | Keule     | Grünes Häkchensymbol für ja | Grünes Häkchensymbol für ja |

## W
| Jahr | Titel                         | Interpret       | Autor                       | Produzent                   |
| ---- | ----------------------------- | --------------- | --------------------------- | --------------------------- |
| 2012 | Walk Man                      | Ivy Quainoo     |                             | Grünes Häkchensymbol für ja |
| 2015 | Weit weg                      | Phela           | Grünes Häkchensymbol für ja | Grünes Häkchensymbol für ja |
| 2015 | Wer ich bin                   | Phela           | Grünes Häkchensymbol für ja | Grünes Häkchensymbol für ja |
| 2011 | When the Music Is Over        | Edita           |                             | Grünes Häkchensymbol für ja |
| 2017 | Who I Am                      | Y’akoto         | Grünes Häkchensymbol für ja | Grünes Häkchensymbol für ja |
| 2012 | Wie die Zeit verrennt         | MoTrip          | Grünes Häkchensymbol für ja | Grünes Häkchensymbol für ja |
| 2015 | Wieder alleine                | Phela           | Grünes Häkchensymbol für ja | Grünes Häkchensymbol für ja |
| 2018 | Willkommen Zurück             | Glasperlenspiel | Grünes Häkchensymbol für ja |                             |
| 2012 | Wir                           | MoTrip          | Grünes Häkchensymbol für ja | Grünes Häkchensymbol für ja |
| 2012 | Without You                   | Y’akoto         |                             | Grünes Häkchensymbol für ja |
| 2006 | World Famous in Germany       | Stephan Remmler |                             | Grünes Häkchensymbol für ja |
| 2011 | Wouldn’t Wanna Be Without You | Edita           |                             | Grünes Häkchensymbol für ja |

## Y
| Jahr | Titel                  | Interpret          | Autor | Produzent                   |
| ---- | ---------------------- | ------------------ | ----- | --------------------------- |
| 2012 | You Got Me             | Ivy Quainoo        |       | Grünes Häkchensymbol für ja |
| 2012 | You Kill Me (Everyday) | Eagle-Eye Cherry   |       | Grünes Häkchensymbol für ja |
| 2012 | You Made Me See        | Stefanie Heinzmann |       | Grünes Häkchensymbol für ja |

## Z
| Jahr | Titel              | Interpret | Autor                       | Produzent                   |
| ---- | ------------------ | --------- | --------------------------- | --------------------------- |
| 2015 | Zeichen            | Phela     | Grünes Häkchensymbol für ja | Grünes Häkchensymbol für ja |
| 2015 | Zu Straße          | Sido      | Grünes Häkchensymbol für ja | Grünes Häkchensymbol für ja |
| 2015 | Zu wahr            | Sido      | Grünes Häkchensymbol für ja | Grünes Häkchensymbol für ja |
| 2015 | Zurück nach damals | Phela     | Grünes Häkchensymbol für ja | Grünes Häkchensymbol für ja |